# Arnäsvall
Arnäsvall är en tidigare tätort i Örnsköldsviks kommun samt kyrkbyn i Arnäs socken, med Arnäs kyrka belägen i orten. Orten växte samman med tätorten Örnsköldsvik 2015.
Arnäsvall ligger längs europaväg 4 cirka sex km nordost om Örnsköldsvik. Strax nordväst om orten ligger ett gravfält.

## Befolkningsutveckling
| Befolkningsutvecklingen i Arnäsvall 1960–2010 | Befolkningsutvecklingen i Arnäsvall 1960–2010 | Befolkningsutvecklingen i Arnäsvall 1960–2010 | Befolkningsutvecklingen i Arnäsvall 1960–2010 | Befolkningsutvecklingen i Arnäsvall 1960–2010 |
| --------------------------------------------- | --------------------------------------------- | --------------------------------------------- | --------------------------------------------- | --------------------------------------------- |
|                                               |                                               |                                               |                                               |                                               |
| År                                            |                                               |                                               | Folkmängd                                     | Areal (ha)                                    |
| 1960                                          | 1960                                          |                                               | 216                                           |                                               |
| 1965                                          | 1965                                          |                                               | 262                                           |                                               |
| 1970                                          | 1970                                          |                                               | 282                                           |                                               |
| 1975                                          | 1975                                          |                                               | 319                                           |                                               |
| 1980                                          | 1980                                          |                                               | 331                                           |                                               |
| 1990                                          | 1990                                          |                                               | 328                                           | 75                                            |
| 1995                                          | 1995                                          |                                               | 359                                           | 80                                            |
| 2000                                          | 2000                                          |                                               | 361                                           | 84                                            |
| 2005                                          | 2005                                          |                                               | 345                                           | 84                                            |
| 2010                                          | 2010                                          |                                               | 341                                           | 83                                            |
| Anm.: sammanvuxen 2015 med Örnsköldsvik       |                                               |                                               |                                               |                                               |

## Järnvägstunnlar
Öster om Arnäsvall finns tre långa järnvägstunnlar som är en del av Botniabanan, nämligen Strannebergstunneln (1435 m), Kalldalstunneln (1100 m) och Hjältatunneln (1250 m). Tunnlarna färdigställdes 2008, och är enkelspåriga.